# Died
Died é a última canção que o Alice in Chains gravou com o vocalista Layne Staley, antes de sua morte (em 2002). A música para a canção, junto com a mais famosa, "Get Born Again" foi originalmente escrita para o álbum solo de Jerry Cantrell, Boggy Depot, de 1998. Entretanto, a canção foi mostrada a Staley, que eventualmente escreveu letras a ela e a gravou com a banda em 1998.
Apesar de não ser tão conhecida como sua canção irmã "Get Born Again", se tornou uma das canções mais memoráveis da banda com seus vocais agudos, e o fato de ser a última canção com Layne.
A canção foi lançada duas vezes, no box set Music Bank de 1999, e novamente em The Essential Alice in Chains, em 2006.
Staind e Seether (ao vivo em diversas ocasiões) fizeram cover de "Died".
Jerry Cantrell, sobre a canção, do encarte do box-set Music Bank: 
| “ | Eu queria ter trabalhado um pouco mais nessa. É mais "Alice Numa Jam Room", não foi finalizada como "Born Again". É malvada, é feroz, não possui muitos overdubs e é talvez a mais pura, mais crua forma do que Alice é. Não é bonita e isso não tem nada de ruim. | ” |